# Тополија
Тополија , данас Илики, је највеће и слатководно језеро у Беотији. 1959. године саграђен је сливни објекат кроз који његове воде опскрбљују Атину водом.
У 19. веку име му је било словенско , а данас је грчко, а налази се на 10 км северно од Тебе.